# Igreja de Vera Cruz de Segóvia

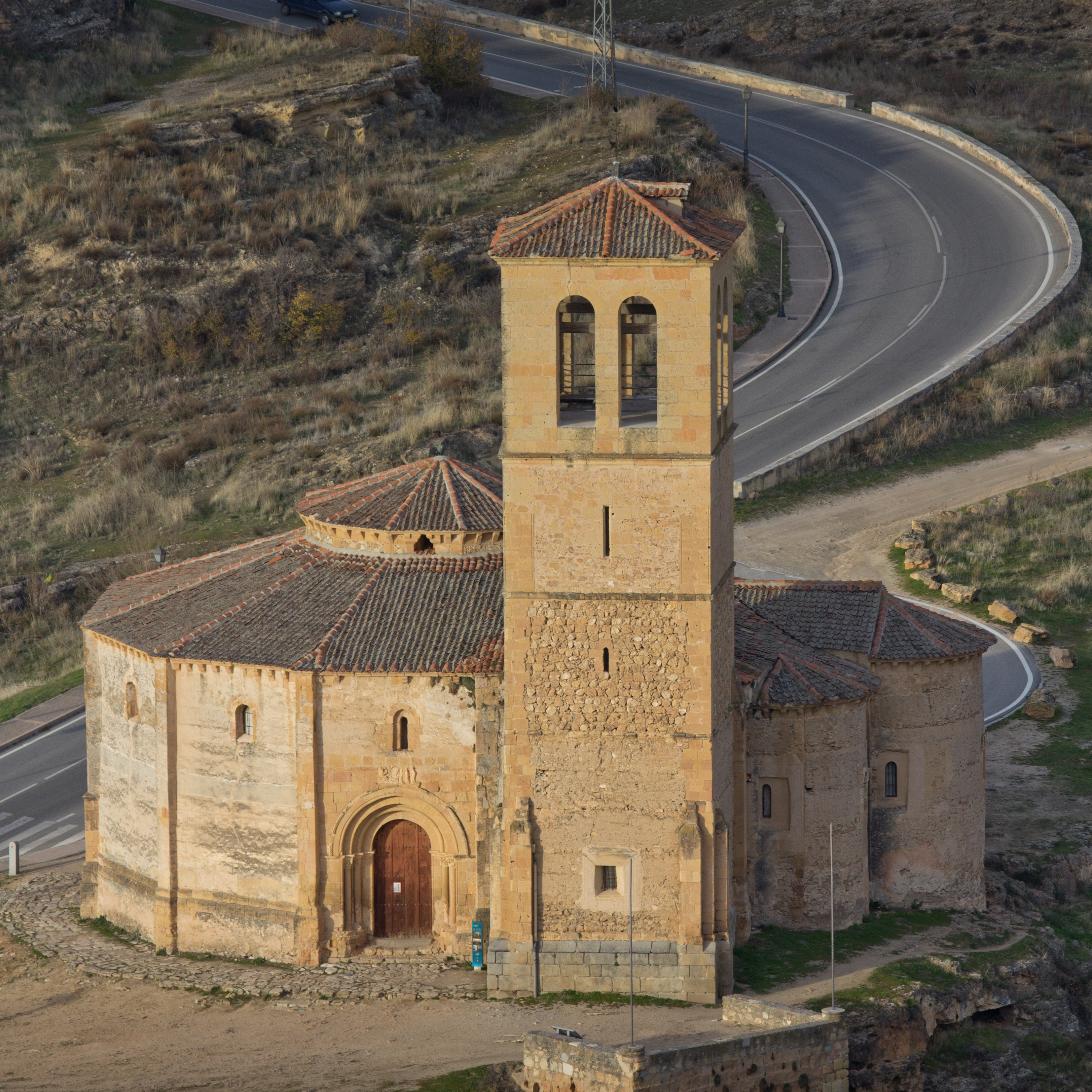
A Igreja de Vera Cruz em Segóvia, na Espanha.

A Igreja de Vera Cruz é um templo cristão situado em Segóvia, na Espanha, considerado como um dos exemplos arquitectónicos do estilo românico. Tem a forma de um polígono de doze lados. Fica situada nas proximidades do Mosteiro de Santa Maria del Parral.

## History
A construção deste templo tem sido tradicionalmente atribuída aos Cavaleiros Templários,     mas acredita-se agora que a Ordem do Santo Sepulcro de Jerusalém foi quem realizou a sua construção e que dependia, como encomienda, da Colegiada de Santa María la Mayor em Zamora .      
O templo foi consagrado em 13 de setembro de 1208, como atesta a lápide em frente à porta lateral do templo que narra  
1. ↑  de Colmenares, Diego (1846) [1635]. «Capítulo XIX – Obispo de Segovia elige abades de Santa María de la Sierra – Fundación de la Vera Cruz por los templarios – (...)». Historia de la insigne ciudad de Segovia: compendio de las historias de Castilla (em espanhol). Segovia: Imp. de Eduardo Baeza. pp. 292–293
2. ↑  Blair Moore, Kathryn (2017). The Architecture of the Christian Holy Land: Reception from Late Antiquity through the Renaissance. [S.l.]: Cambridge University Press. pp. 93–94. ISBN 978-1-316-94313-7
3. ↑  Haag, Michael (9 July 2010). Templars: History and Myth: From Solomon's Temple to the Freemasons. [S.l.]: Profile Books. pp. 312–313. ISBN 978-1-84765-251-5 Verifique data em: |data= (ajuda)
4. ↑  Cabello y Dodero, Francisco Javier (1951). La iglesia de la Vera Cruz. Segovia: Instituto Diego de Colmenares
5. ↑  Lozoya, Marqués de; Ayala, Juan de Contreras y López de (1954). «Algunos antecedentes de la iglesia de la Vera Cruz de Segovia». Boletín de la Sociedad Española de Excursiones (58): 5–19. ISSN 1697-6762
6. ↑  Fuguet Sans, Joan (2007). «La historiografía sobre arquitectura templaria en la Península Ibérica». Anuario de Estudios Medievales (em espanhol). 37 (1): 367–386. ISSN 1988-4230. doi:10.3989/aem.2007.v37.i1.42
7. ↑  Díez, Gonzalo (1993). Templarios en la Corona de Castilla. Burgos: Editorial La Olmeda. ISBN 9788460462774
8. ↑  Montejo, M. Inés Ruiz (1986). «Una iglesia relicario de atribución incierta: Vera Cruz de Segovia». En la España Medieval (9): 1003–1018. ISSN 0214-3038
9. ↑  Lapiedra, Luis Cabello (1919). «La Vera-Cruz de Segovia nunca fue de los Templarios» [The Vera-Cruz of Segovia never belonged to the Templars] (PDF). Arquitectura: órgano de la Sociedad Central de Arquitectos (em espanhol) (14): 165–169. ISSN 0211-3384
10. ↑  López de Ayala y Álvarez de Toledo, Conde de Cedillo, Jerónimo (1919). «La iglesia de Vera-Cruz en Segovia». Boletín de la Real Academia de la Historia (em espanhol). 74: 297–305
11. ↑  Jeffery, George (2010). A Brief Description of the Holy Sepulchre Jerusalem and Other Christian Churches in the Holy City: With Some Account of the Mediaeval Copies of the Holy Sepulchre Surviving in Europe. [S.l.]: Cambridge University Press. pp. 212–213. ISBN 978-1-108-01604-9
12. ↑  Gailhabaud, Jules (1859). «Chapelles de l'Ordre Militaire du Temple à Ségovie et à Ramersdorffs». L'architecture du V. au XVII. siecle et les arts qui en dependent, la sculpture, la peinture murale, la peinture sur verre (etc.) (em francês). [S.l.]: Gide. pp. 133–143